# أنثيم للرياضة والترفيه
شركة انثيم للرياضة والترفيه هي شركة بث وإنتاج مقرها في تورونتو، أونتاريو، كندا، مملوكة لشركة سيجنوس كورب Sygnus Corporation وفايت هولدينجس انكابري Fight Holdings Inc. وتعد منصة وسائط عالمية تمتلك وتدير قنوات تلفزيونية متخصصة متخصصة وأصول الوسائط الرقمية ذات الصلة التي تلبي احتياجات السكان الديموغرافية. كل المحتوى متاح على منصات خطية ورقمية ومحمولة. تملك أيضًا مكاتب واستوديوهات في مدينة نيويورك ولوس أنجلوس ولاس فيجاس.
شركة سيجنوس Sygnus مملوكة بالكامل من قبل المليادير الكندي ليونارد أسبر، الرئيس السابق والمدير التنفيذي لشركة كانويست، الذي يشغل منصب رئيس شركة انثيم ورئيسها التنفيذي. يتم التحكم في شركة من قبل شركة فايت هولدينجس انك المملوكة من قِبل إدوين نوردهولم، الذي يشغل منصب نائب الرئيس التنفيذي لشركة انثيم، ولودون أوين.

## التاريخ

### مجموعة انثيم الإعلامية
تأسست شركة مجموعة انثيم الاعلامية. في ديسمبر 2010 من قبل شركة البث الكندية المملوكة ليونارد اسبر، من خلال استحواذها على حصة الأغلبية في شبكة فايت نتورك ‏.
في 10 يناير 2013، اشترت شركة انثيم حصة كبيرة من الأسهم في قناة بيرسويت ‏، وهي أكبر شبكة تلفزيونية خارجية في الولايات المتحدة الأمريكية.
في أغسطس 2013، استحوذت الشركة على قناة الرياضة القتالية الأمريكية ماي كومبات تشانل.
في أغسطس 2013، أعلنت انثيم أيضًا عن استحواذها على شركة روتو اكسبريس RotoExperts وشركة سبورت جريد لتعزيز وجودها عبر الإنترنت وتوفير محتوى لإطلاق شبكة جديدة تحت اسم فانتزي سبورتس نتورك ‏.
في الأول من مارس 2014، أطلقت شركة انثيم شبكة فانتزي سبورتس نتورك، وهي أول قناة تلفزيونية في العالم مكرسة لصناعة فانتزي سبورتس.
في يناير 2015، أعلنت شركة انثيم عن شراء موقع LuDawgs.com وتجديد موقع الفانتزي للألعاب كـ DailyRoto.com.

### انثيم للرياضة والترفيه
تم تغيير اسم مجموعة شركات انثيم ميديا جروب. إلى شركة انثيم للرياضة والترفيه. في مايو 2015.
في أكتوبر 2016، استثمرت الشركة مبلغ في اتحاد المصارعة TNA . كانت شبكة فايت نتورك هي الشريك الإعلامي الكندي، وكانت شركة انثيم يتقوم بأقرض شركة TNA أموال خلال عام 2016. في 4 يناير 2017، استحوذت شركة انثيم على حصة الأغلبية في TNA ، لتشكيل شركة انثيم اكسهابينشنز ريسلينج AEW التابعة لها؛  تم استبدال علامة TNA التجارية بدوام كامل بـ باسم Impact Wrestling ، في إشارة إلى عنوان البرنامج الرائد للشركة. بعد انضمام جيف جاريت للاتحاد كرئيس فريق الابداع، أعيد تصنيف Impact كـ GFW «لدمجها» مع جاريت شركة غلوبال فورس ريسلينج وانثيم أعلنت عزمها على شراء أصولها،  ولكن بحلول 23 أكتوبر 2017 قطعت علاقاتها مع جاريت وتمت إعادة العلامة التجارية للاسم القديم إمباكت.
وفي أكتوبر 2017 أيضًا، أطلقت انثيم خدمة بث اشتراك جديدة تُعرف باسم جلوبال ريسلينج نيتورك ‏، والتي تتميز بمحتوى الأرشيف من TNA / Impact بالإضافة إلى العروض الترويجية المستقلة الأخرى. في 26 يونيو، أعلن أن بيتر أينشتاين سيصبح المدير التنفيذي الجديد للعمليات في شركة انثيم للرياضة والترفيه. في 14 أغسطس 2018، أعلن جيف جاريت وشركته جلوبال فورس إنترتينمنت أنهم رفعوا دعوى ضد انثيم في محكمة منطقة الولايات المتحدة للمنطقة الوسطى من تينيسي بسبب انتهاك حقوق النشر على حقوق GFW ، حيث يمتلك جاريت جميع برامج GFW منذ إنشائها في عام 2014.
في 9 سبتمبر 2019، أعلنت شركة Anthem أنها تمتلك حصة أغلبية في شبكاتي AXS TV و HDNet Movies الكابل في الولايات المتحدة، بالإضافة إلي بقاء مارك كوبان وشركة آنشوتز أنترتيمنت جروب Anschutz Entertainment Group كشركاء في ملكية الاقلية.

## المشروعات التي تملكها شركة انثيم

### شبكات التلفزيون
تملك الشركة قنوات رياضية بجانب شركة امباكت ريسلينج وشبكة GWN
- ايدج سبورتس (مع شركة ترانس وارلد انترنوشنال، 80.5٪)
- شبكة فايت نيتورك
- جيم بلس
- جيم تي في
- بيرسويت تشانل (حصة ملكية الأقلية) [20]
  - شركة AXS (حصة ملكية الأغلبية ومارك كوبان وشركة آنشوتز أنترتيمنت جروب Anschutz Entertainment Group كشركاء في ملكية الاقلية)
    - إيه اكس أس تي في  [لغات أخرى]‏
    - اتش دي نيت موفيز  [لغات أخرى]‏

### وسائل الإعلام الرقمية
- شبكة المصارعة العالمية  [لغات أخرى]‏

### مصارعة المحترفين
- اتحاد امباكت ريسلينج

## روابط خارجية
- الموقع الرسمي
- مخطط CRTC للأصول الكندية لـ لانثيم ميديا جروب